# Cassis
Cassis (Carcisis portus în perioada romană, secolul I î.Hr.) este o comună franceză, situată în suburbia de sud-est a orașului Marsilia, în departamentul Bouches-du-Rhône, în regiunea Provence-Alpes-Côte d'Azur. Este renumită pentru prezența falezelor pe teritoriul său și pentru vinurile de Cassis (alb, dar și rosé) produse în regiune.
Deviza în occitană provensală a comunei, atribuită lui Frédéric Mistral, este: „Qu'a vist Paris, se noun a vist Cassis, pòu dire : n'ai rèn vist”, ceea ce înseamnă: „Cine a văzut Parisul, dacă nu a văzut Cassis, poate spune: nu am văzut nimic”.

## Geografie

### Acces
Cassis este situat pe litoralul mediteranean, la aproximativ 20 km est de Marsilia.

### Relief
Capul Canaille, situat între Cassis și La Ciotat, atinge o altitudine de 363 de metri. Face parte din falezele Soubeyranes, care leagă Cassis de La Ciotat. Dintre cei nouă kilometri de coastă care separă aceste două orașe, falezele Soubeyranes ocupă mai mult de patru și sunt cele mai înalte din Franța. Cel mai înalt punct al acestora (394 m) se află pe teritoriul comunei La Ciotat, ceea ce le plasează și printre cele mai înalte faleze maritime din Europa. Capul Canaille, clasificat ca sit protejat din 1989, a fost inclus în 2012 în Parcul Național al Calanques și oferă o priveliște splendidă de pe drumul Crestelor care leagă Cassis de La Ciotat. La sud-vest de centrul orașului, în același parc național, se află calanca Port-Miou, singura din masivul Calanques care aparține de comuna Cassis. La nord-est, muntele Gibaou, cel mai înalt punct al comunei, domină cu cei 398 de metri pădurea Marcouline și podgoriile din Cassis.

### Geologie
Subsolul Cassisului aparține perioadei cretacice. Există trei tipuri principale de soluri: soluri puțin profunde și de eroziune, soluri de tip rendzinic și soluri brune puțin profunde, precum și soluri brune bine dezvoltate pe coluviuni.

## Climă
În 2010, clima comunei a fost clasificată ca tipic mediteraneană, conform unui studiu realizat de CNRS, bazat pe o serie de date care acoperă perioada 1971-2000. În 2020, Météo-France a publicat o tipologie a climei din Franța metropolitană, conform căreia comuna se află într-o zonă cu climat mediteranean, în regiunea climatică Provence, Languedoc-Roussillon. Aceasta este caracterizată de precipitații reduse vara, o foarte bună expunere la soare (2.600 ore/an), veri calde (21,5 °C), un aer foarte uscat vara și sec în toate anotimpurile, vânturi puternice (cu o frecvență de 40-50 % a vânturilor > 5 m/s) și puține cețuri.
Pentru perioada 1971-2000, temperatura medie anuală este de 15,2 °C, cu o amplitudine termică anuală de 15,2 °C. Cantitatea medie anuală de precipitații este de 582 mm, cu 5,7 zile de precipitații în ianuarie și 1,2 zile în iulie. Pentru perioada 1991-2020, temperatura medie anuală observată la stația meteorologică situată în comună, este de 15,3 °C, iar cantitatea medie anuală de precipitații este de 614,6 mm. Pentru viitor, parametrii climatici estimati pentru comună pentru anul 2050, conform diferitelor scenarii de emisii de gaze cu efect de seră, pot fi consultati pe un site dedicat publicat de Météo-France în noiembrie 2022.

## Urbanism

### Tipologie
La 1 ianuarie 2024, Cassis este clasificată drept un oraș mic, conform noii grile comunale de densitate cu 7 niveluri, definită de INSEE (Institutul Național de Statistică și Studii Economice) în 2022. Face parte din unitatea urbană Cassis, o aglomerație intra-departamentală al cărei oraș-centru este Cassis. De asemenea, comuna aparține de zona metropolitană a Marsiliei - Aix-en-Provence, din care face parte ca o comună din coroană. Această arie, care include 115 comune, este clasificată în categoria ariilor cu 700.000 de locuitori sau mai mulți (cu excepția Parisului).
Comuna, mărginită de Marea Mediterană, este, de asemenea, o comună litorală în sensul legii din 3 ianuarie 1986, cunoscută sub numele de legea litoralului. Dispoziții urbanistice specifice se aplică aici pentru a proteja spațiile naturale, siturile, peisajele și echilibrul ecologic al litoralului, cum ar fi, de exemplu, principiul interdicției de construire în afara zonelor urbanizate pe fâșia litorală de 100 de metri sau mai mult, dacă planul local de urbanism prevede acest lucru.

### Utilizarea terenurilor
Utilizarea terenurilor din comuna Cassis, conform bazei de date europene Corine Land Cover (CLC) privind ocuparea biogeofizică a solului, se remarcă prin predominanța pădurilor și a mediilor semi-naturale, care reprezentau 69,9 % în 2018, în scădere față de 1990 (71,3 %). Distribuția detaliată în 2018 este următoarea: terenuri cu vegetație arbustivă și/sau ierboasă (39,6 %), păduri (29,3 %), zone urbanizate (17,8 %), culturi permanente (10,4 %), cariere, depozite și șantiere (1,1 %), spații deschise, fără sau cu puțină vegetație (1 %), ape maritime (0,8 %). Evoluția ocupării terenurilor în comună și a infrastructurilor sale poate fi observată pe diferitele reprezentări cartografice ale teritoriului: harta Cassini (secolul XVIII), harta de stat-major (1820-1866) și hărțile sau fotografiile aeriene ale IGN pentru perioada actuală (1950 până în prezent).

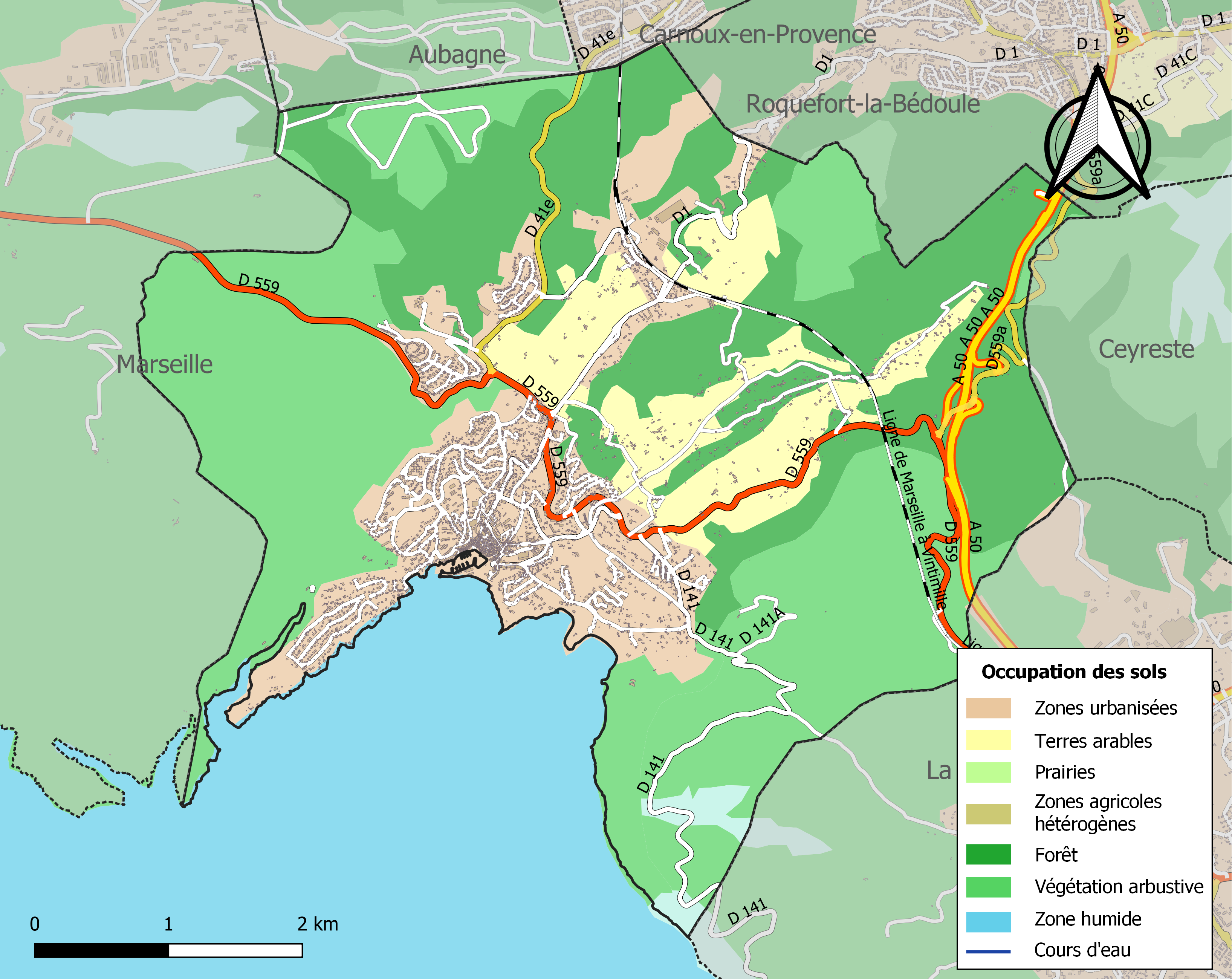
Harta infrastructurii și utilizării terenului a comunei în 2018 (CLC).

## Toponymie
Forma cea mai veche este Tutelæ Charsitanæ, atestată încă din secolul al II-lea. Ulterior, a evoluat în Carsicis (secolul al IV-lea) și Castrum Cassitis (1323). Aceste toponime sugerează un tema Car-s, derivat din rădăcina preindo-europeană Kar, care desemnează piatra sau stânca, la care s-a adăugat sufixul -ite. Limba franceză a păstrat grafia occitană provensală Cassis, care este identică atât în forma clasică, cât și în cea mistraliană.
Locuitorii din Cassis și din regiune (de exemplu) și din Marsilia nu pronunță „s”-ul final din numele orașului, fie în franceză, fie în occitană. Localnicii spun că pronunțarea „s”-ului final ajută la recunoașterea rapidă a celor care nu sunt din zonă.
„S”-ul final nu este pronunțat în varianta locală provensală a occitanei, spre deosebire de alte variante ale occitanei. Această particularitate a pronunției „s”-ului final se regăsește în deviza orașului, care face să rimeze Paris, Cassis și vist între ele (pronunția în provensala „mistraliană”: /pa.ʁis/, /ka.sis/, /vis/).

### Micro-toponimie
- Baou: stâncă sau faleză (uneori scris greșit „Bau”), nume derivat din colina de care este legată. Provine din rădăcina preindo-europeană B-L, BaL-, care semnifică „înălțime stâncoasă”.
- Jas: adăpost pentru oi, stână.
- Baume: peșteră, în provençală (derivat dintr-un cuvânt preceltic care înseamnă „cavernă”).
- Vallat: pârâu.

## Istorie

### Primele mărturii
Cele mai vechi urme de locuire a zonei datează din perioada 500-600 î.Hr. Pe înălțimile Coroanei lui Carol cel Mare (Couronne de Charlemagne), s-au descoperit vestigiile unei așezări fortificate, oppidumul Baou Redoun. Acestea atestă că ligurii locali trăiau din pescuit, vânătoare și agricultură. Legăturile cu Massilia, oraș fondat de focieeni, sugerează că Cassis ar fi putut fi o escală pe rutele maritime grecești.

### În perioada romană
Sub Imperiul Roman, Cassis făcea parte din traseul maritim al împăratului Antoninus Pius. Portul se afla în zona actualei Place Baragnon. La acea vreme, Cassis era deja un mic târg, situat în principal în jurul plajelor Arène și Corton. Locuitorii trăiau din pescuit, colectarea coralului și comerțul maritim cu Africa de Nord și Orientul Mijlociu, aspect confirmat de numeroase descoperiri arheologice.

### De la senioria Baux la regele René
Între secolele al V-lea și al X-lea, invaziile barbare au determinat populația să se refugieze pe înălțimi, în interiorul castrum-ului: o cetate fortificată care, în 1223, a devenit proprietatea senioriei Les Baux-de-Provence.
La 4 aprilie 1402, la Brantes, la poalele Muntelui Ventoux, în prezența soției sale, Alix des Baux, Odon de Villars a donat nepotului său, Philippe de Lévis, feudele Brantes, Plaisians și dependințele lor, domeniile senioriale Saint-Marcel, Roquefort, le Castellet, Cassis și Port-Miou, dependente de baronia Aubagne, precum și La Fare-les-Oliviers și Éguilles. În schimb, nepotul său trebuia să-i servească drept garant față de Raymond de Turenne pentru respectarea unui acord încheiat între viconte, el și soția sa, Alix. În cazul nerespectării acordului de către Alix și Odon, aceștia ar fi trebuit să plătească 50.000 de florini lui Raymond de Turenne.
În secolul al XV-lea, Cassis a fost anexat comitatului Provence, iar apoi regele René a transmis orașul episcopilor din Marsilia, care și-au exercitat drepturile asupra acestuia până la Revoluția din 1789. Stema orașului, pe care este reprezentat un toiag episcopal, amintește de această perioadă.

### Expansiunea orașului

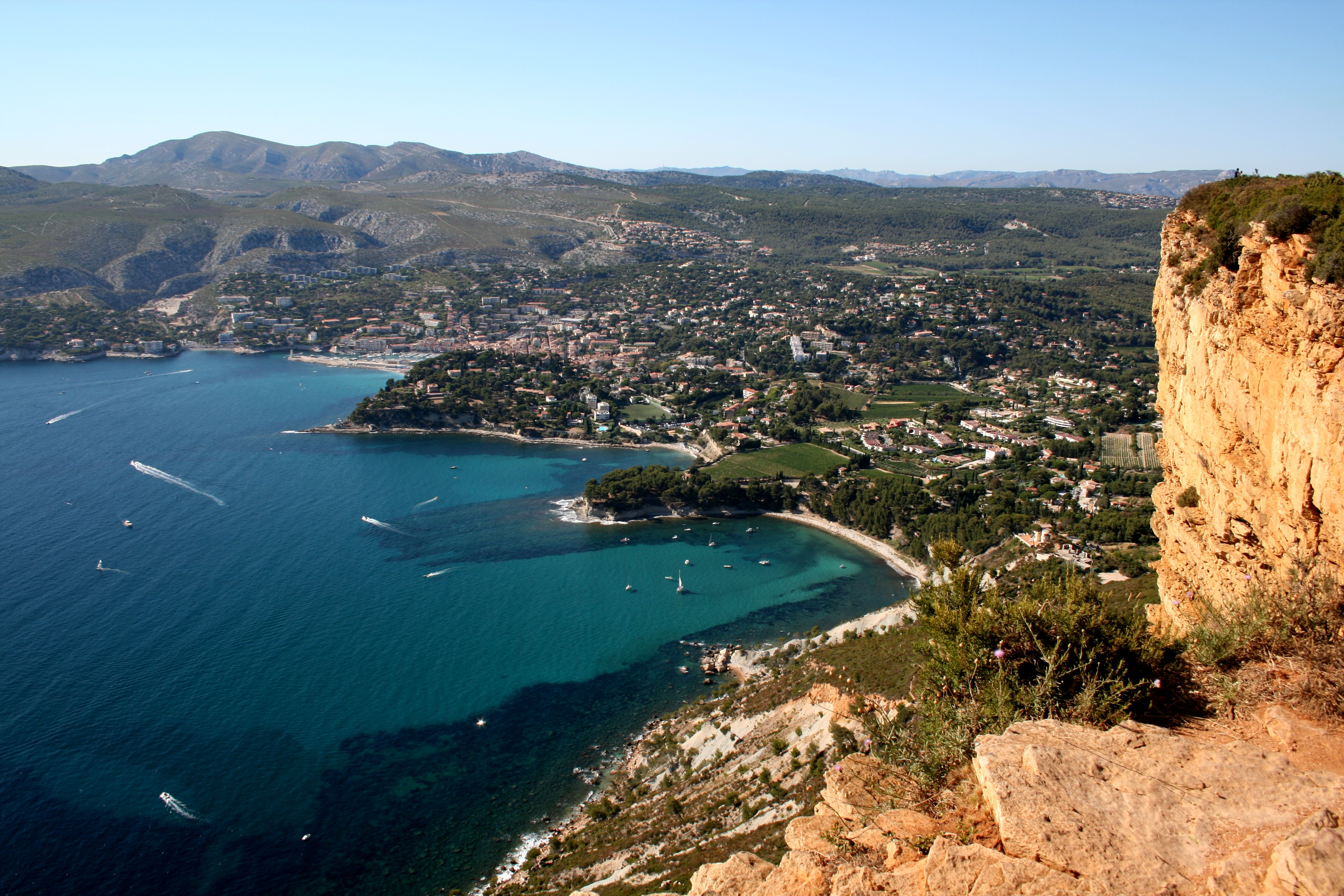
Portul din Cassis, dominat de stâncile de calcar roz.

În secolul al XVIII-lea, Cassis își depășește zidurile fortificate și se extinde în jurul portului. După Restaurație, apar noi activități economice: uscarea codului, confecționarea scourtins (site utilizate în producția de ulei de măsline), prelucrarea coralului, extinderea culturilor de viță-de-vie și exploatarea carierelor (pentru ciment, var și piatră).
Piatra din Cassis, exploatată încă din Antichitate, a contribuit la renumele acestei localități în întreaga lume. Cheiurile marilor porturi din Mediterana au fost construite cu această piatră (Alexandria, Alger, Pireu, Marsilia și Port-Said). Cu toate acestea, spre deosebire de o legendă persistentă, acest material nu se regăsește în soclul Statuii Libertății din New York, care este de fapt realizat din beton și granit provenit din Connecticut.
În secolul al XX-lea, aceste activități au dispărut, fiind înlocuite de turism și de o viticultură tot mai prosperă. „Vins de Cassis” a fost una dintre primele trei denumiri protejate prin apelativ de origine controlată (AOC) în 1936.

## Populația și societatea

### Date demografice
Evoluția numărului de locuitori este cunoscută prin recensămintele populației efectuate în comuna respectivă începând din 1793. Pentru comunele cu mai puțin de 10 000 de locuitori, un recensământ al întregii populații este realizat la fiecare cinci ani, populațiile legale pentru anii intermediari fiind estimate prin interpolare sau extrapolare. Pentru comuna respectivă, primul recensământ exhaustiv în cadrul noului dispozitiv a fost realizat în 2004.
În 2021, comuna număra 6720 locuitori, în scădere cu -6,94 % față de 2015 (Bouches-du-Rhône: +2 %, Franța fără Mayotte: +1,84%).
| An        | 1793 | 1821 | 1841 | 1856 | 1876 | 1886 | 1901 | 1921 | 1936 | 1962 | 1982 | 2006 | 2014 | 2021 |
| --------- | ---- | ---- | ---- | ---- | ---- | ---- | ---- | ---- | ---- | ---- | ---- | ---- | ---- | ---- |
| Populație | 2300 | 1846 | 2093 | 2187 | 1809 | 1879 | 1972 | 2193 | 2528 | 3611 | 6304 | 7788 | 7333 | 6720 |

## Cultura locală și patrimoniul

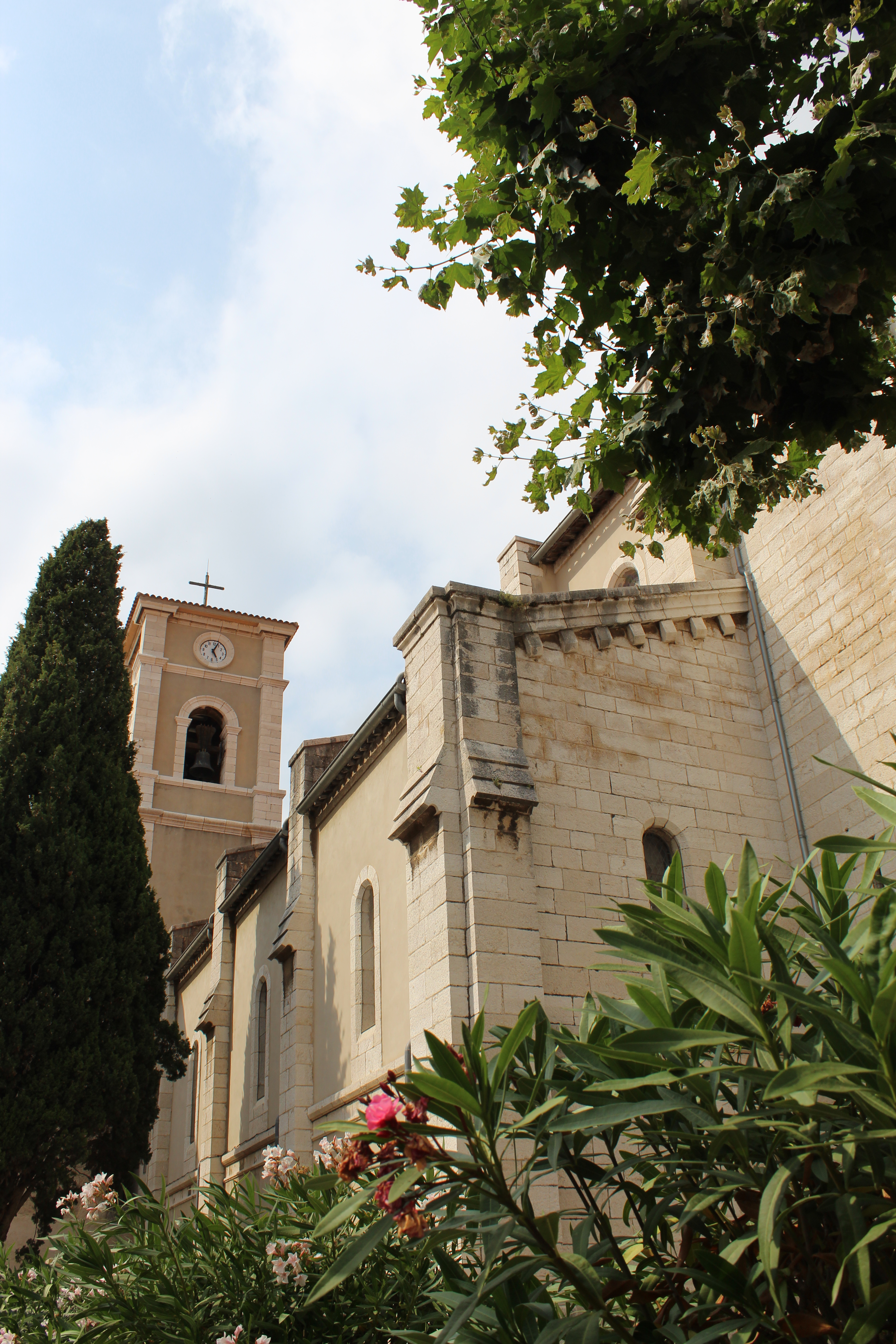
Biserica Saint-Michel

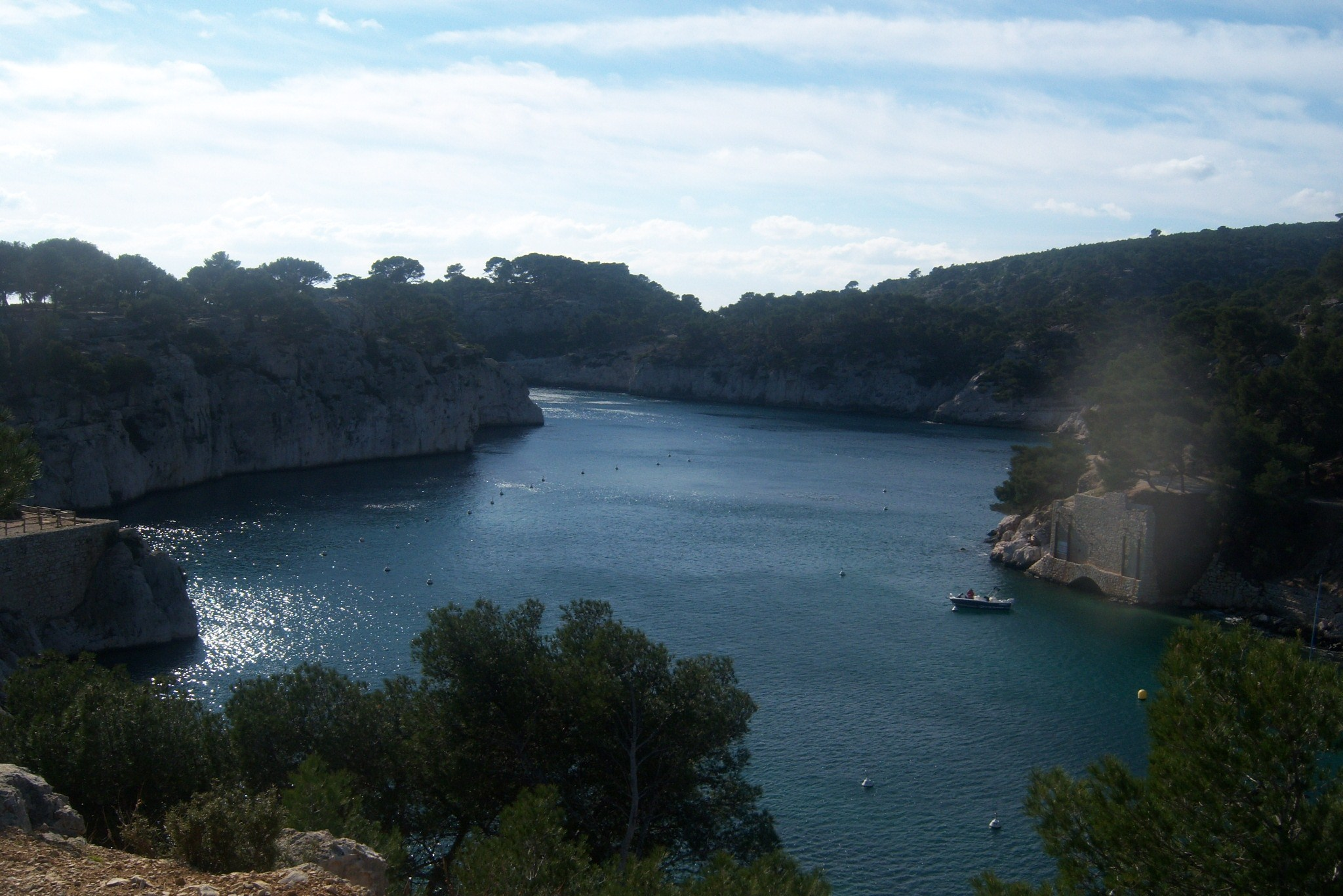
Intrarea în calanca Port-Miou

### Monumente și locuri turistice
Biserica Saint-Michel;
Capela Notre-Dame-du-Bon-Voyage;
Portul din Cassis;
Castelul din Cassis;
Farul Cassidaigne.

### Patrimoniu cultural
- Muzeul de artă și tradiții populare (Musée Municipal Méditerranéen): include secțiuni de arheologie, arte frumoase, etnografie, expoziții, documentație și conferințe;
- Primăria Cassis (Mairie de Cassis): un conac din începutul secolului al XVII-lea;
- Orașul Cassis găzduiește, de asemenea, un număr semnificativ de situri culturale.

### Patrimoniu natural
- Parcul Național al Calanques care include:
  - Calanca Port-Miou;
  - Capul Canaille.
- În imediata apropiere:
  - Calanques din Marsilia.

## Înfrățiri
- Italia – Portofino